# Cofort
Cofort fue un municipio español de la provincia de Barcelona.

## Historia
Hacia mediados del siglo XIX, el lugar, por entonces con ayuntamiento propio, tenía contabilizada una población de 58 habitantes. Aparece descrito en el sexto volumen del Diccionario geográfico-estadístico-histórico de España y sus posesiones de Ultramar de Pascual Madoz con las siguientes palabras:

COFORT: l. con ayunt. en la prov., aud. terr., c. g. de Barcelona (14 leg.), part. jud. de Berga (1/2), dióc. de Solsona: sit. en la falda de un monte bastante elevado, continuacion de la parte N. del de Capotal, con buena ventilacion y clima sano. Tiene 11 casas diseminadas y algunas chozas; una igl. parr. (San Martín), aneja de la del l. de Espinalbet, un cementerio y algunas fuentes. El térm. confina con Espinalbet, Valldan, Farnés y Clará. El terreno, aunque montuoso y de secano, es fértil y de regular calidad: le cruzan varios caminos locales. prod.: trigo, centeno, maiz y patatas; cria ganado lanar, cabrio, vacuno y de cerda, y alguna caza. pobl.: 14 vec., 58 alm. cap. prod.: 422,799 rs. imp.: 10,570.
(Madoz, 1847, p. 506)

El municipio desapareció de cara al censo de 1857, al incorporarse al de Castellar del Riu.